# コレ・ボッシー
コレ＝ボッシー（Collex-Bossy）はスイス連邦・レマン湖北側のジュネーヴ州の基礎自治体（コミューン）。ジュネーヴ州のベルヴュー、ヴェルソワのコミューン、フランス・アン県に囲まれている。

## データ
- 面積:6.89 km²
- 人口:1583人(2008年1月)